# Natchez (Mississippi)
Natchez è una città (city) degli Stati Uniti d'America, capoluogo della contea di Adams, nello Stato del Mississippi.